# Westonaria
Westonaria ist eine Stadt in der südafrikanischen Provinz Gauteng. Sie gehört zur Gemeinde Rand West City im Distrikt West Rand. 

## Geographie
2011 hatte die Stadt 10.259 Einwohner. Die Stadt liegt rund 1500 Meter über dem Meeresspiegel. Benachbarte Siedlungen sind die Townships Bekkersdal mit 47.213 und Simunye mit 18.350 Einwohnern sowie Venterspost mit 1272 Einwohnern. Rund 18 Kilometer nördlich liegt Randfontein, 45 Kilometer östlich Johannesburg. Westonaria liegt im Westen des Witwatersrand-Gebiets, das für seine Goldvorkommen bekannt ist.

## Geschichte
1948 erhielt Westonaria den Gemeindestatus. Der Ortsname ist homophon zur Baugesellschaft Western Areas Ltd., die den Stadtteil errichtet. 1964 wurde Westonaria gemäß dem Group Areas Act zu einer „weißen“ Gemeinde erklärt. Bis 2016 war Westonaria Verwaltungssitz der gleichnamigen Gemeinde, die dann mit der Gemeinde Randfontein zur heutigen Gemeinde Rand West City fusionierte.

## Wirtschaft
Um Westonaria werden Bergbau und Landwirtschaft betrieben. Der Konzern Sibanye-Stillwater, der mehrere Goldbergwerke betreibt, hat seinen Sitz in Westonaria.

## Verkehr
Westonaria liegt nahe der Kreuzung der Fernstraßen N12, die Johannesburg mit Kimberley verbindet, und der R28, die von Krugersdorp im Norden nach Vereeniging im Süden führt. Ferner liegt es an der Bahnstrecke, die von Johannesburg unter anderem nach Kimberley führt. Pendlerzüge der Metrorail Gauteng verkehren zwischen Oberholzer in Westen und Johannesburg.